# Rousínov (Svor)
Rousínov (německy: Morgentau či Morgenthau) je malebná vesnička v okrese Česká Lípa, část obce Svor. Žije zde 37 obyvatel.

## Geografie
Rousínov se nachází v srdci Lužických hor na území stejnojmenné chráněné krajinné oblasti, 2 kilometry severně od Svoru a 3 kilometry severozápadně od Cvikova, sevřený mezi kopci Pařez a Rousínovský vrch. Severně od obce se nachází zřícenina hradu Milštejn a byl zde Rousínovský hrádek. Vesnicí protéká Boberský potok.

## Historie

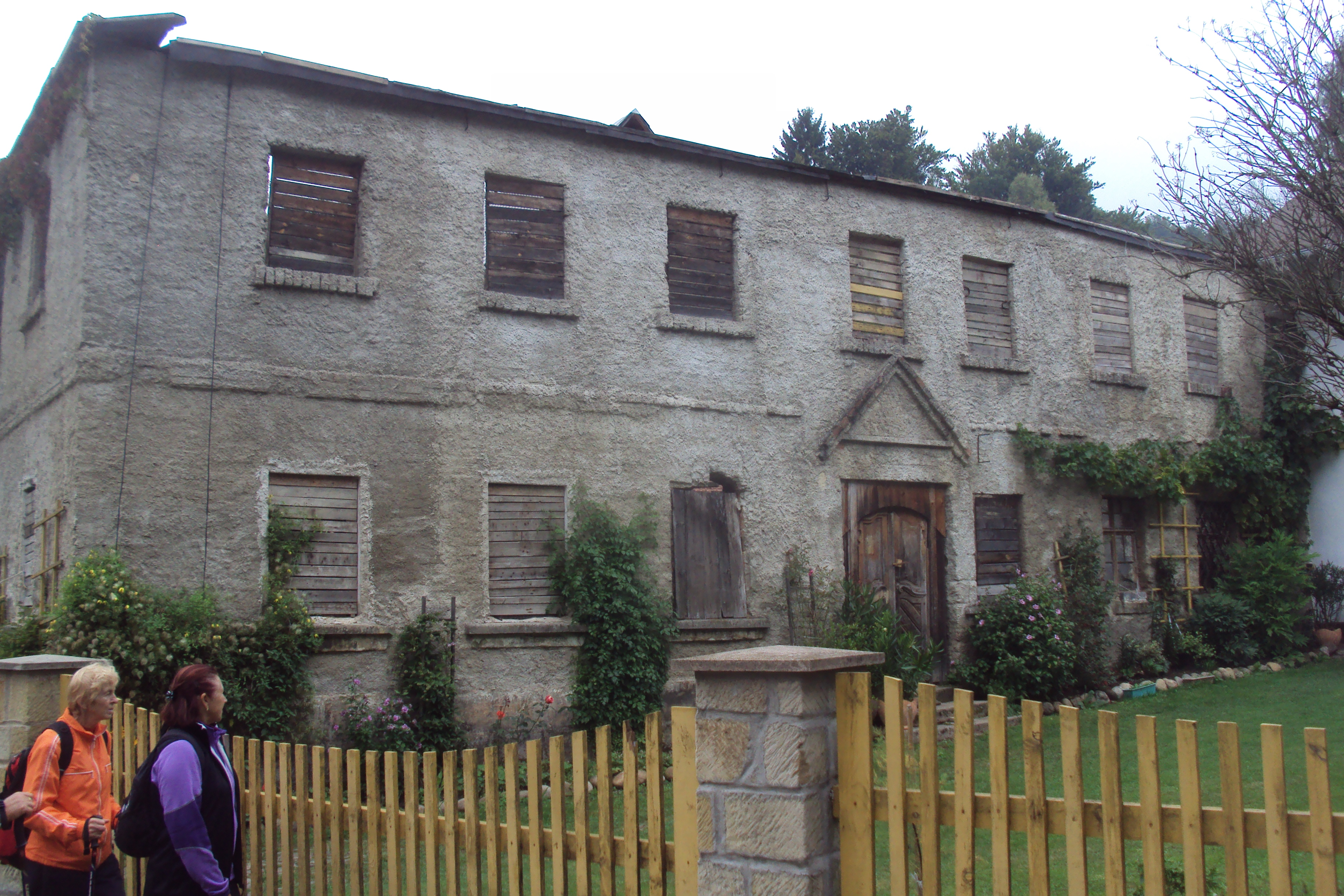
Budova mlýna je zčásti bez střechy

Vznik obce je odhadován na konec 14. století - pramen "Liber ordinationum cleri" z let 1395-1416 (vydáno 1922) uvádí k roku 1395 jáhna "Nicolaus ad tit. eccl. in Morgental". . První řádná písemná zmínka pochází ze zemských desek z roku 1612. V minulosti se v obci nacházelo 12 brusíren skla. Býval zde také vodní mlýn. Většina domů pochází z první poloviny 19. století. Jedná se převážně o přízemní roubené domy s podstávkou. Dnes je jedinou společenskou budovou ve vsi penzion a restaurace Milštejn, které jsou pojmenovány po nedaleké hradní zřícenině. Byla zde škola, založená roku 1876, dnes doplněná kamennou skupinkou od místního umělce Augusta Albera. U obce na zalesněném návrší jsou zbytky Rousínovského hrádku.

## Turistika
Ze Cvikova vzdáleného 4 km sem vede zelená turistická značka, přes Milštejn do Rousínova cesta značená červeně.